# Summer Break Tour
Summer Break Tour fue la cuarta gira de conciertos oficial de la boy band estadounidense Big Time Rush y la segunda gira de conciertos oficial de la cantante y actriz estadounidense Victoria Justice. La gira fue anunciada por la banda por medio del sitio web de Ryan Seacrest el 29 de marzo de 2013. La gira dio inicio el 21 de junio de 2013 en Los Ángeles, California y terminó el 15 de agosto de 2013 en Monterrey, México. La venta de la boletería para los shows inició el 6 de abril de 2013.

## Antecedentes
Summer Break Tour estaba destinado originalmente para ser puesto título únicamente por Big Time Rush. Victoria Justice, por el contrario, se había establecido para embarcarse en su propia gira de verano llamado Here's 2 Us Tour, que describió como «una gira de despedida para 'Victorious'» después de la cancelación de la serie. Varias muestras individuales de la gira de Justice fueron cancelados durante todo el mes de marzo, y se anunció oficialmente el 29 de marzo de 2013, que a su gira en solitario había sido cancelada a favor de una gira co-titulada con Big Time Rush. Si bien ninguna razón oficial fue dada de por qué los dos recorridos se fusionan, se especuló por varios puntos de venta que las ventas tanto para Big Time Rush y Victoria Justice de venta eran demasiado bajos y que la asociación se hizo con la esperanza de lograr mejores resultados.

## Actos de apertura
- Olivia Somerlyn[7]
- Jackson Guthy[8]
- Kik-It (Gilford)[9]
- JetLag (México)[10]

## Lista de canciones
Victoria Justice
1. "Freak the Freak Out"
2. "Beggin' on Your Knees"
3. "Cheer Me Up" (con Madison Reed)
4. "Take a Hint"
5. "Shake"
6. "Girl Up" (Video Interlude)
7. "I Love It"
8. "Medley: "You're the Reason" / "Tell Me That You Love Me"
9. "Gold"
10. "Best Friend's Brother"
11. "Make It in America"

Acto final
1. "Make It Shine"
2. "Here's 2 Us"

Big Time Rush
1. "Windows Down"
2. "24/Seven"
3. "Music Sounds Better with U"
4. "Run Wild"
5. "Get Up"
6. "Song for You"
7. "Untitled I" (Instrumental Interlude)
8. "Crazy for U"
9. "Like Nobody's Around"
10. "Na Na Na"
11. "Worldwide"
12. "Boyfriend"
13. "Untitled II" (Instrumental Interlude)
14. "We Are"
15. "Amazing"
16. "Time of Our Life"
17. "Til I Forget About You"
18. "Elevate"
19. "Confetti Falling"

Acto final
1. "Big Time Rush" / "City is Ours"

## Fechas de la gira
Estos son los conciertos como lo confirma su página oficial de internet. Todas las presentaciones estará presente Victoria Justice excepto en St. Augustine, Tucson, Uncasville, Toledo, Milwaukee, México y Monterrey
| Norteamérica         |                  |                |                                                  |
| 21 de junio de 2013  | Los Ángeles      | Estados Unidos | Gibson Amphitheatre                              |
| 22 de junio de 2013  | Del Mar          | Estados Unidos | Del Mar Fair                                     |
| 23 de junio de 2013  | Concord          | Estados Unidos | Sleep Train Pavilion at Concord                  |
| 25 de junio de 2013  | Phoenix          | Estados Unidos | Desert Sky Pavilion                              |
| 26 de junio de 2013  | Tucson           | Estados Unidos | AVA                                              |
| 28 de junio de 2013  | Houston          | Estados Unidos | Cynthia Woods Mitchell Pavilion                  |
| 29 de junio de 2013  | Dallas           | Estados Unidos | GEXA Energy Pavilion                             |
| 30 de junio de 2013  | Oklahoma City    | Estados Unidos | Chesapeake Energy Arena                          |
| 2 de julio de 2013   | Southaven        | Estados Unidos | Landers Center                                   |
| 3 de julio de 2013   | Atlanta          | Estados Unidos | Chastain Park Amphitheatre                       |
| 5 de julio de 2013   | West Palm Beach  | Estados Unidos | Cruzan Amphitheatre                              |
| 6 de julio de 2013   | St. Augustine    | Estados Unidos | Anfiteatro de San Agustín                        |
| 7 de julio de 2013   | Raleigh          | Estados Unidos | Time Warner Cable Music Pavilion at Walnut Creek |
| 9 de julio de 2013   | Charlotte        | Estados Unidos | Verizon Wireless Amphitheatre                    |
| 10 de julio de 2013  | Bristow          | Estados Unidos | Jiffy Lube Live                                  |
| 12 de julio de 2013  | Bethel           | Estados Unidos | Bethel Woods Center                              |
| 13 de julio de 2013  | Holmdel          | Estados Unidos | PNC Bank Arts Center                             |
| 14 de julio de 2013  | Burgettstown     | Estados Unidos | First Niagara Pavilion                           |
| 16 de julio de 2013  | Camden           | Estados Unidos | Susquehana Bank Center                           |
| 18 de julio de 2013  | Wantagh          | Estados Unidos | Nikon at Jones Beach Theater                     |
| 19 de julio de 2013  | Hershey          | Estados Unidos | Hersheypark Stadium                              |
| 20 de julio de 2013  | Uncasville       | Estados Unidos | Mohegan Sun Arena                                |
| 21 de julio de 2013  | Mansfield        | Estados Unidos | Comcast Center                                   |
| 23 de julio de 2013  | Gilford          | Estados Unidos | Meadowbrook                                      |
| 24 de julio de 2013  | Bangor           | Estados Unidos | Bangor Waterfront                                |
| 26 de julio de 2013  | Baltimore        | Estados Unidos | Meadowbrook                                      |
| 27 de julio de 2013  | Saratoga Springs | Estados Unidos | Saratoga PAC                                     |
| 28 de julio de 2013  | Darien Center    | Estados Unidos | Darien Lake PAC                                  |
| 30 de julio de 2013  | Toledo           | Estados Unidos | Toledo Zoo Amphitheatre                          |
| 31 de julio de 2013  | Cuyahoga Falls   | Estados Unidos | Blossom Music Center                             |
| 2 de agosto de 2013  | Noblesville      | Estados Unidos | Klipsch Music Center                             |
| 3 de agosto de 2013  | Clarkston        | Estados Unidos | DTE Energy Music Theatre                         |
| 4 de agosto de 2013  | Chicago          | Estados Unidos | First Midwest Bank Amphitheatre                  |
| 6 de agosto de 2013  | Columbus         | Estados Unidos | Schottenstein Center                             |
| 7 de agosto de 2013  | Cincinnati       | Estados Unidos | U.S. Bank Arena                                  |
| 9 de agosto de 2013  | Sioux City       | Estados Unidos | Gateway Arena                                    |
| 10 de agosto de 2013 | Minneapolis      | Estados Unidos | Target Center                                    |
| 11 de agosto de 2013 | Milwaukee        | Estados Unidos | Riverside Theatre                                |
| México               |                  | Estados Unidos |                                                  |
| 14 de agosto de 2013 | Ciudad de México | México         | Palacio de los Deportes                          |
| 15 de agosto de 2013 | Monterrey        | México         | Arena Monterrey                                  |